# Břevnovský klášter

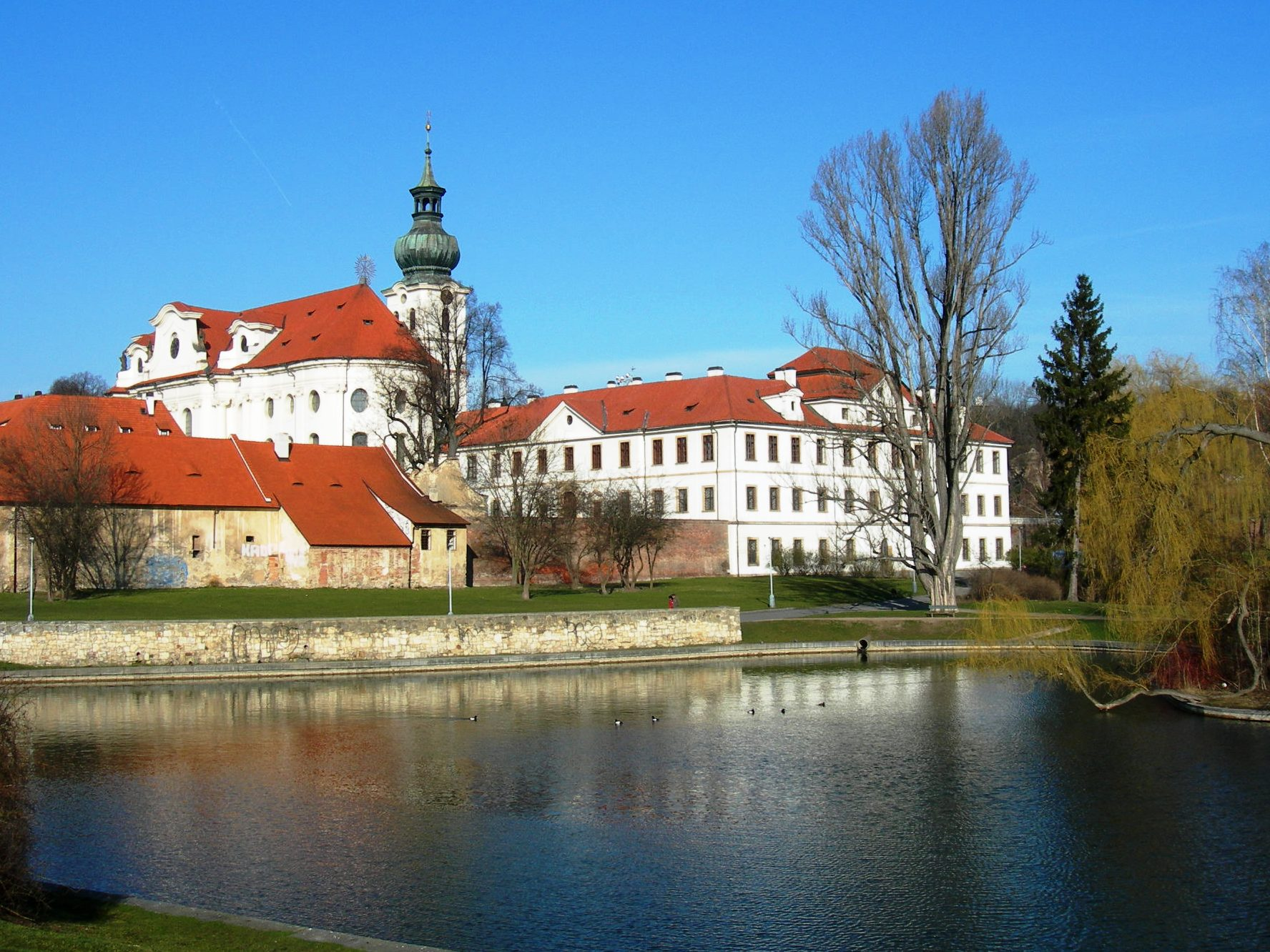
Klášter od jihovýchodu

Břevnovský klášter (plným názvem Benediktinské arciopatství sv. Vojtěcha a sv. Markéty v Praze-Břevnově) je nejstarší český mužský klášter, nacházející se v pražské čtvrti Břevnov. Založil jej roku 993 kníže Boleslav II. a pražský biskup Vojtěch. Od počátku v něm sídlí mnišská komunita benediktinů, která sem přišla z dolnobavorského kláštera Niederaltaich. U příležitosti 1000. výročí založení kláštera roku 1993 povýšil papež Jan Pavel II. břevnovské opatství na arciopatství. Klášter jako celek s bazilikou svaté Markéty a dalšími stavbami v klášterní zahradě je chráněn jako národní kulturní památka České republiky. Klášter je považován za nejstarší písemně doložené místo vaření piva v celé České republice, v této tradici pokračuje Břevnovský klášterní pivovar.

## Dějiny

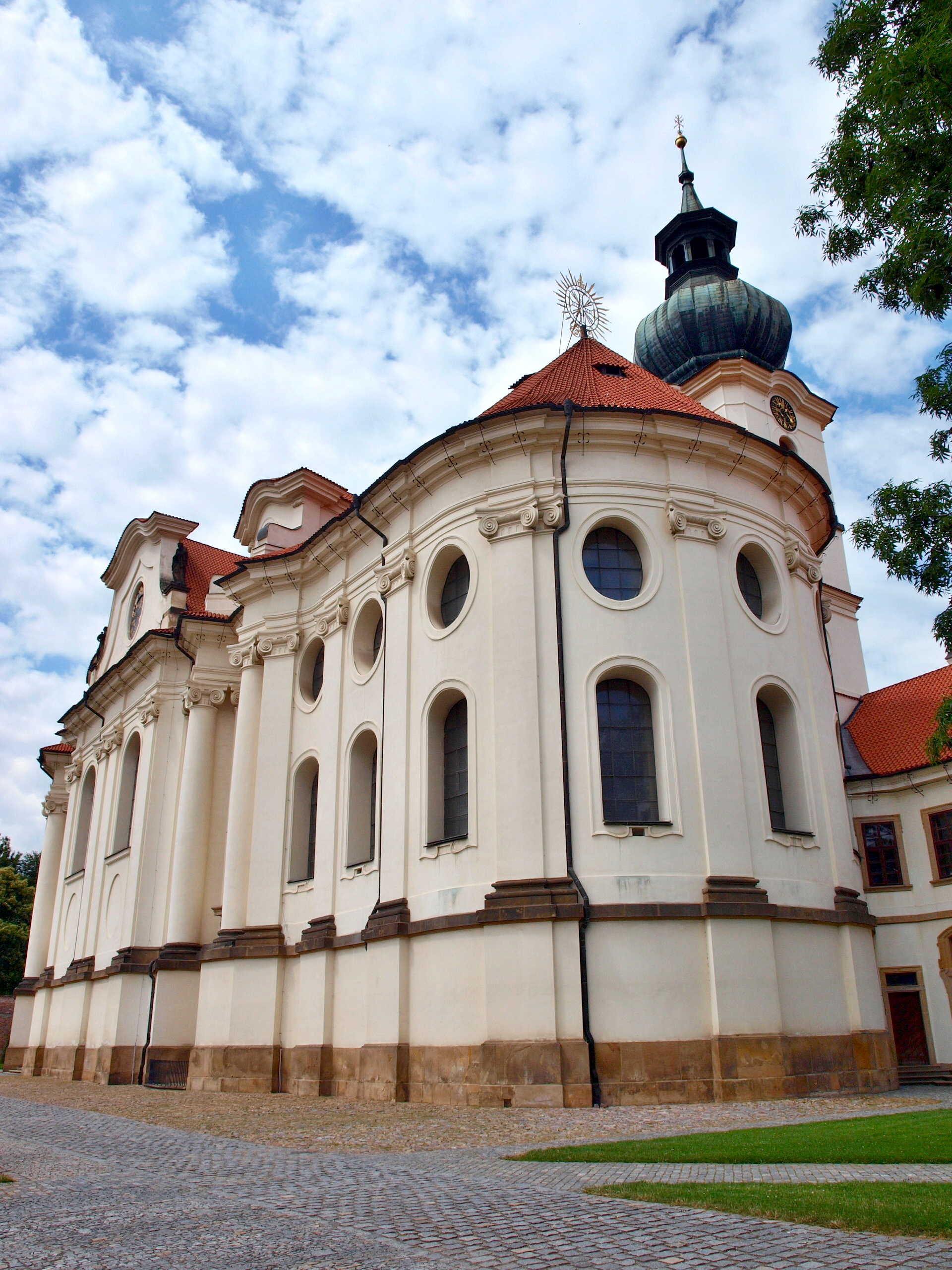
Bazilika sv. Markéty od východu

Podle pověsti byl klášter založen na místě u pramene potoka Brusnice, kde se údajně setkal biskup Vojtěch s knížetem Boleslavem na lovu. Pražský biskup Vojtěch se s mnichy řádu svatého Benedikta dostal do kontaktu během svého exilového pobytu v Itálii, kdy mimo jiné pobýval i v nejstarším západním klášteře na Monte Cassinu. V řecko-latinském benediktinském klášteře svatých Alexia a Bonifáce na římském Aventinu pak 17. dubna 990 složil řeholní sliby. Při svém návratu do vlasti pak s sebou biskup přivedl i dvanáct bratrů z tohoto kláštera, kteří potom utvořili první mnišskou komunitu nově postaveného kláštera. Posvěcení (zřejmě ještě provizorní) klášterní stavby proběhlo 14. ledna 993 (podle falza ze 13. století), jenom krátce po biskupově návratu zpět do vlasti, čímž se stal Břevnovský klášter nejstarším mužským klášterem na českém území; papež Jan XV. stvrdil jeho vznik v květnu toho roku. Vztah mezi břevnovským klášterem a římským domovským klášterem mnichů pak nejlépe ilustruje původní zasvěcení břevnovského kláštera „ke cti Matky Boží, svatého Benedikta a svatých Bonifatia a Alexia“. Název si pak vzal klášter od přilehlé vísky Břevnové.
Zakladatelem kláštera byl český kníže Boleslav II. a stavba musela započít ještě před rokem 993, například kronikář Přibík Pulkava z Radenína tak považuje za rok založení kláštera již rok 992. Tentýž kníže o šest let později založil další benediktinský klášter na Ostrově u Davle. Prvním opatem nového kláštera se stal jistý Anastasius, zmiňovaný též jako Astrik. V polovině 11. století postavil opat Meinhard v Břevnově románskou basiliku sv. Benedikta a Vojtěcha a založil klášter v Rajhradě u Brna. Počátkem 14. století přestavěl opat Bavor z Nečtin (1289/1290–1332) klášter i kostel, který je od té doby zasvěcen sv. Markétě, a založil klášter v Broumově. V klášteře žila řada vynikajících mnichů, například Jan z Holešova, který patrně jako první používal diakritický pravopis. Roku 1420 klášter zničili táborité. Mniši, kteří přežili, odešli do Broumova. K obnově kláštera došlo až v polovině 16. století, koncem 17. století za opata Tomáše Sartoria vznikl dnešní Starý konvent (na počest významného obnovitele kláštera Sartoria byla po něm pojmenována blízká Sartoriova ulice).

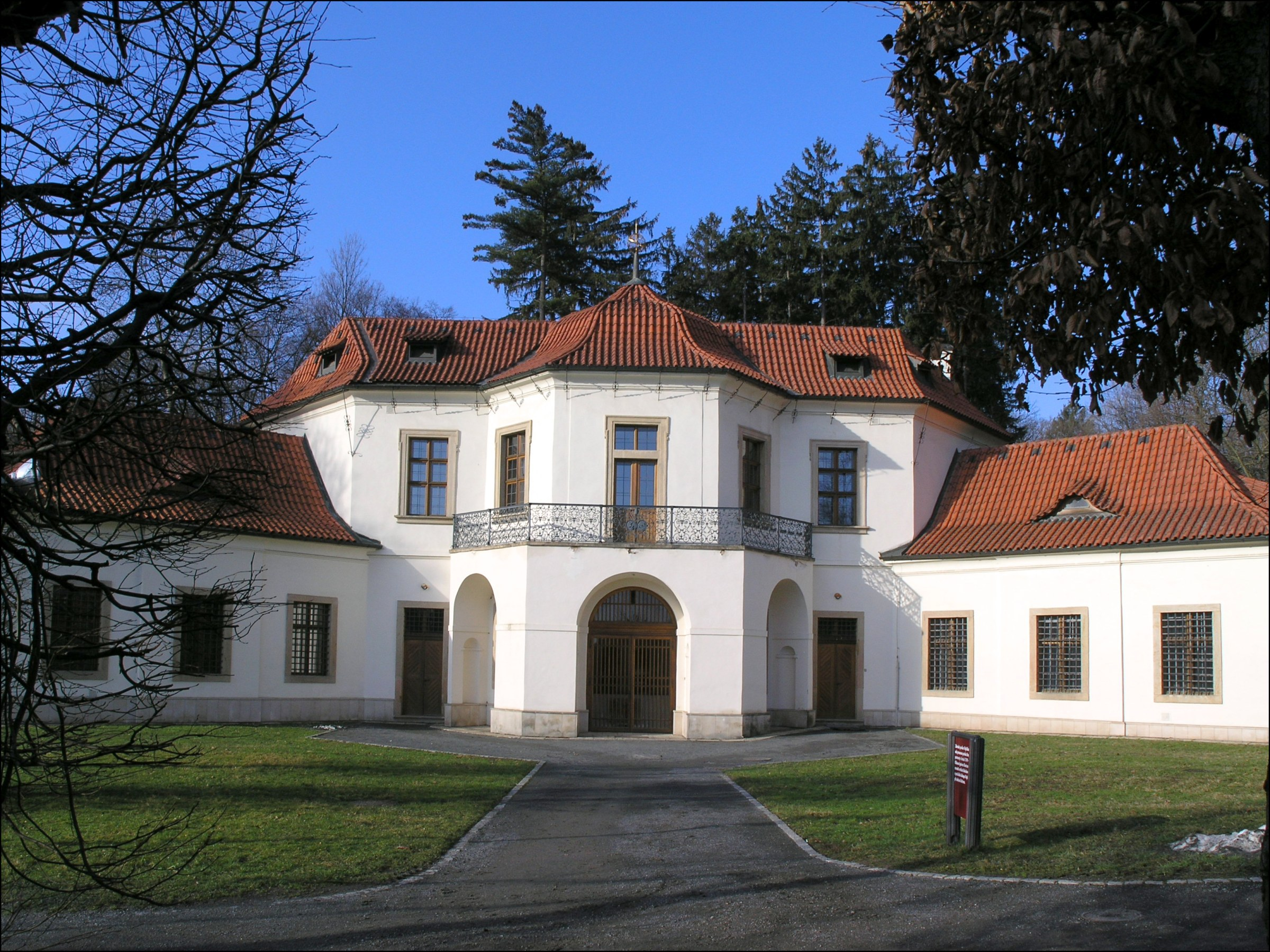
Zahradní pavilon Vojtěška

Současnou stavbu zahájil roku 1708 opat Otmar Zinke a svěřil ji nejlepším umělcům své doby. Bazilika je sálová, vrcholně barokní stavba s dlouhým kněžištěm podle plánů Kryštofa Dientzenhofera.[nedostupný zdroj] Bazilika byla vysvěcena roku 1715, celá stavba trvala do roku 1740. Za pruského obléhání Prahy v roce 1757 sloužil kostel jako stáj a lazaret. Břevnovský opat František Štěpán Rautenstrauch (1734–1785) se významně podílel na reformách vysokých škol, právnického a kněžského vzdělávání, a tak nebyl klášter za reforem císaře Josefa II. zrušen. V dalším období však spíš upadal, až ve 30. letech 20. století byl reformován mnichy z belgického Chevetogne. Převorem se pak stal Anastáz Opasek, od roku 1947 opat. Roku 1950 byl zatčen a dlouhodobě vězněn, klášter byl roku 1951 rozpuštěn a mniši deportováni. Do roku 1990 zde byl Archiv ministerstva vnitra. Tzv. malý neboli Sartoriův konvent využívala StB pod krycím názvem „Montážní ústav“. Po návratu opata Opaska byl klášter i kostel v letech 1991–1993 s velkou podporou zahraničních, zejména německých, klášterů důkladně opraven a povýšen na arciopatství. V roce 1997 jej navštívil papež Jan Pavel II. V současnosti (rok 2025) v klášteře žije 9 mnichů.

## Významní představení kláštera
- Anastasius I. (Astrik) (snad také Radla, 993–997)
- Pavel Bavor z Nečtin (1289/1290–1332)
- Tomáš Sartorius (1663–1700)
- Otmar Daniel Zinke (1700–1738)
- Benno Löbl (1738–1751)
- Stephan Rautenstrauch (1773–1785)
- Jan Nepomuk Rotter (1844–1886)
- Bruno Čtvrtečka (1887–1922)
- Dominik Prokop (1929–1939)
- Jan Anastáz Opasek (v letech 1938–1947 převor, 1947–1999 opat, od roku 1993 arciopat)
- Petr Prokop Siostrzonek (od roku 1999 převor, od roku 2017 arciopat)[10]

## Popis areálu

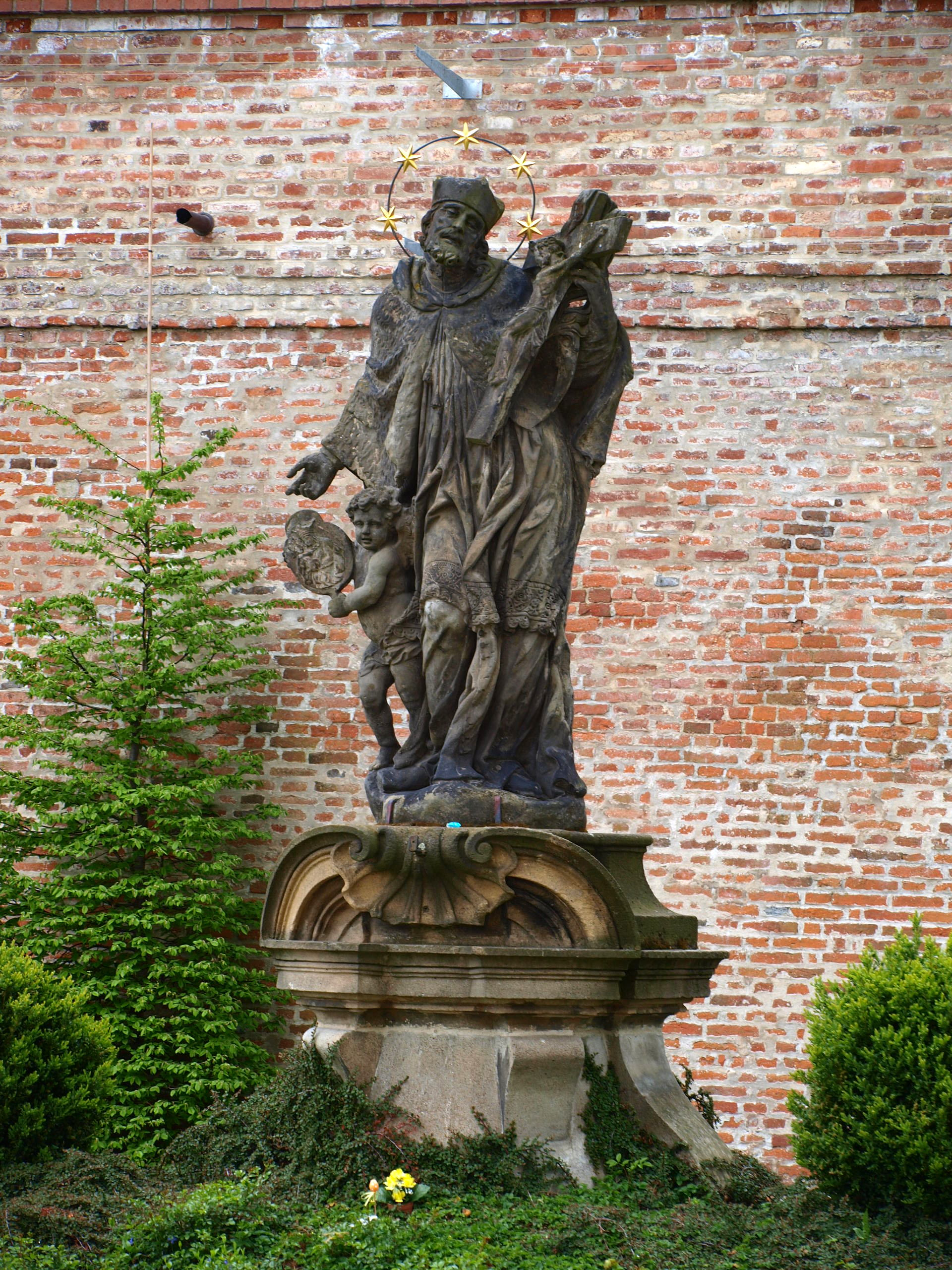
Barokní socha sv. Jana Nepomuckého od Karla Josefa Hiernleho

Dnešní barokní budovy kláštera včetně chrámu sv. Markéty, nového konventu a prelatury pocházejí převážně z let 1708–1740. Byly zbudovány na starších základech podle plánů architekta Kryštofa Dientzenhofera a pod jeho stavebním dozorem. Někdejší vstupní osa kláštera je dnes rozdělena ulicemi Bělohorskou a Patočkovou. Při proražení třídy Pionýrů (dnešní Patočkovy ulice) v letech 1952–1953 padly za oběť budovy klášterního pivovaru a sladovny s vnější ohradní zdí. Sochy sv. Benedikta nad vstupní branou a sv. Jana Nepomuckého v severozápadním rohu nádvoří jsou od Karla Josefa Hiernleho, ostatní sochy na fasádě pocházejí z dílny Matěje Václava Jäckela.

### Kostel svaté Markéty

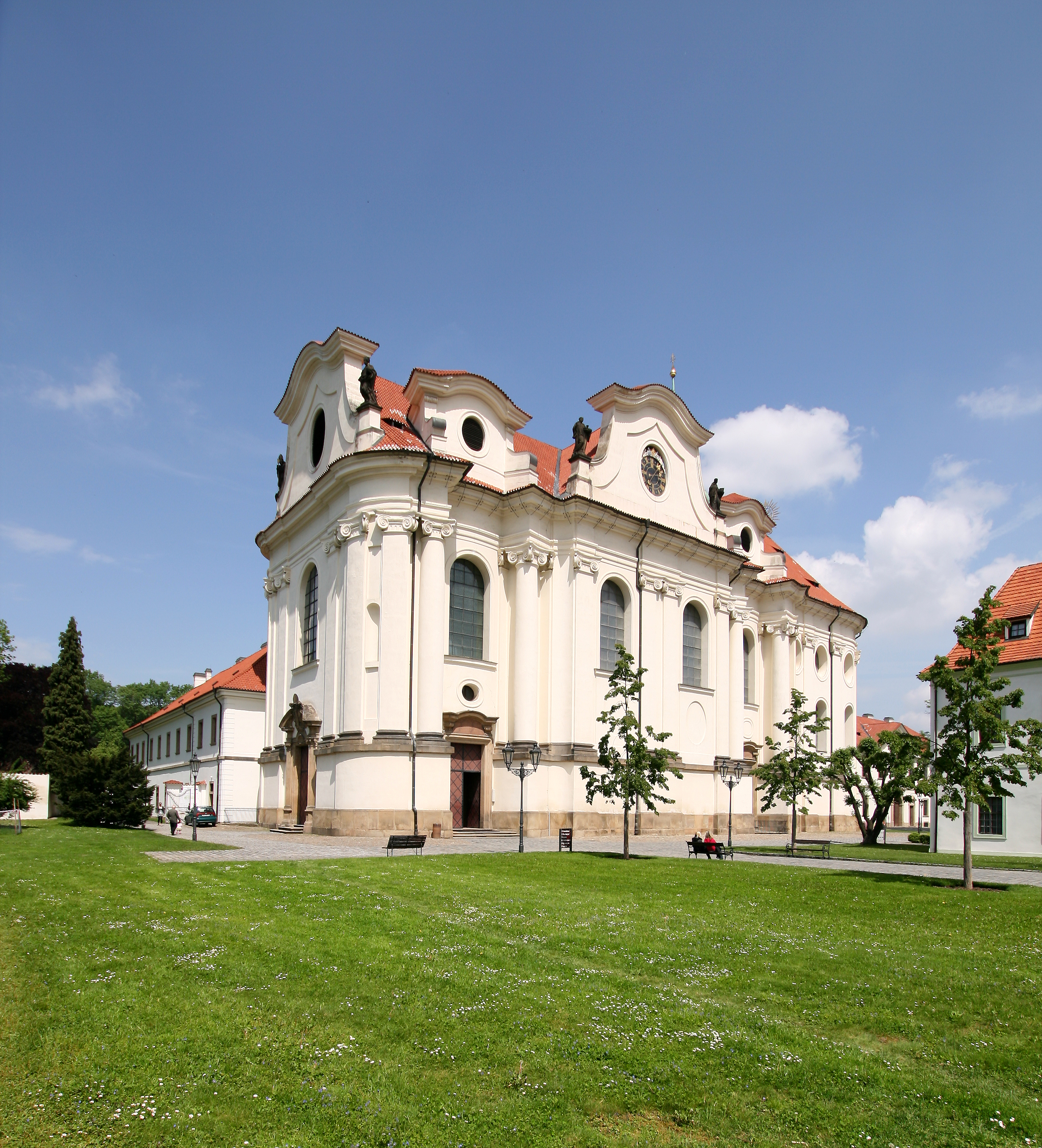
Bazilika sv. Markéty

Kostel zasvěcený svaté Markétě Antiochijské byl postaven v letech 1708–1715. Jeho zvlněná fasáda odpovídá utváření hmoty architektury na principu protínajících se elipsoidů. Na atice jsou sochy řádových světců od Matěje Václava Jäckla a na jižní stěně kopie náhrobku blahoslaveného Vintíře zasazená do barokní iluzivní malby.

#### Interiér kostela
Vnitřní zařízení a výzdobu kostela navrhl Kryštofův syn Kilián Ignác Dientzenhofer. Na hlavním oltáři je v nice vsazena dřevěná pozlacená socha patronky chrámu, sv. Markéty, od lužického sochaře Matěje Václava Jäckela. Oltářní menzu čelem k lidu navrhl sochař a restaurátor Karel Stádník. V chóru jsou dvě řady barokních mnišských lavic, tzv. stally, s řezanými figurami benediktinských patronů v nástavci. Na jižní straně je na pozdně barokním oltáři Panny Marie benediktinské obraz této řádové patronky benediktinů s Ježíškem v náručí. Do predelly téhož oltáře je vsazen zasklený rokokový relikviář s ramenní kostí sv. Markéty Antiochijské, jež byla uctívána jako patronka deště a dobré úrody, každoročně 14. července se zde konala pouť s procesím. Stříbrný gotický plenář svaté Markéty je uložen v trezoru.
Na postranních iluzivně malovaných oltářích v chrámové lodi je sedm velkých obrazů Petra Brandla z let 1715–1719. Na severní (levé) straně směrem od vchodu jsou to obrazy Smrt sv. Václava, Ukřižování a Setkání sv. Vojtěcha s knížetem Boleslavem II. u studánky. Na jižní straně Přenesení ostatků sv. Otmara, Smrt sv. Benedikta mezi řeholníky a na třetím oltáři dva obrazy nad sebou: Sv. Prokop a Smrt poustevníka Vintíře (za účasti knížete Břetislava I. a biskupa Šebíře). Fresky na klenbě vymaloval Jan Jakub Stevens. Na kůru je cenný barokní prospekt varhan s figurálními dřevořezbami hrajících andílků z roku 1724. Do staré skříně byl roku 2010 vsazen nový varhanní stroj. Na jižní stěně chóru kostela je vsazen kamenný raně gotický náhrobek blahoslaveného šumavského poustevníka a diplomata Vintíře, který zemřel roku 1045 a byl uctíván jako patron českých a bavorských benediktinů.

#### Krypta

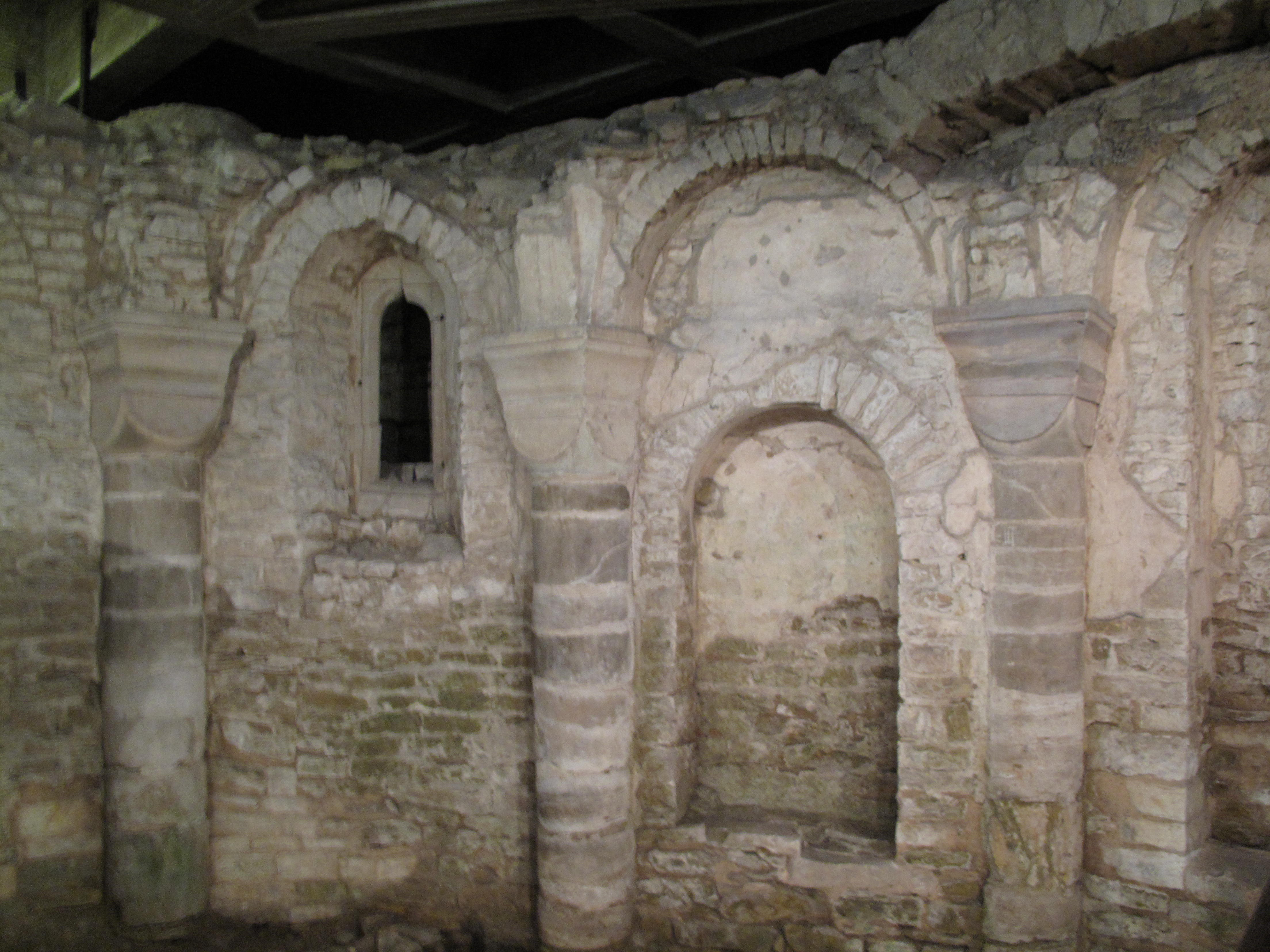
Krypta románské baziliky z poloviny 11. století

Pod chórem kostela byla při archeologickém průzkumu v letech 1965–1968 odkryta část opukového kvádříkového zdiva s polosloupy a podlaha krypty trojlodní románské baziliky z poloviny 11. století.

### Konvent a prelatura

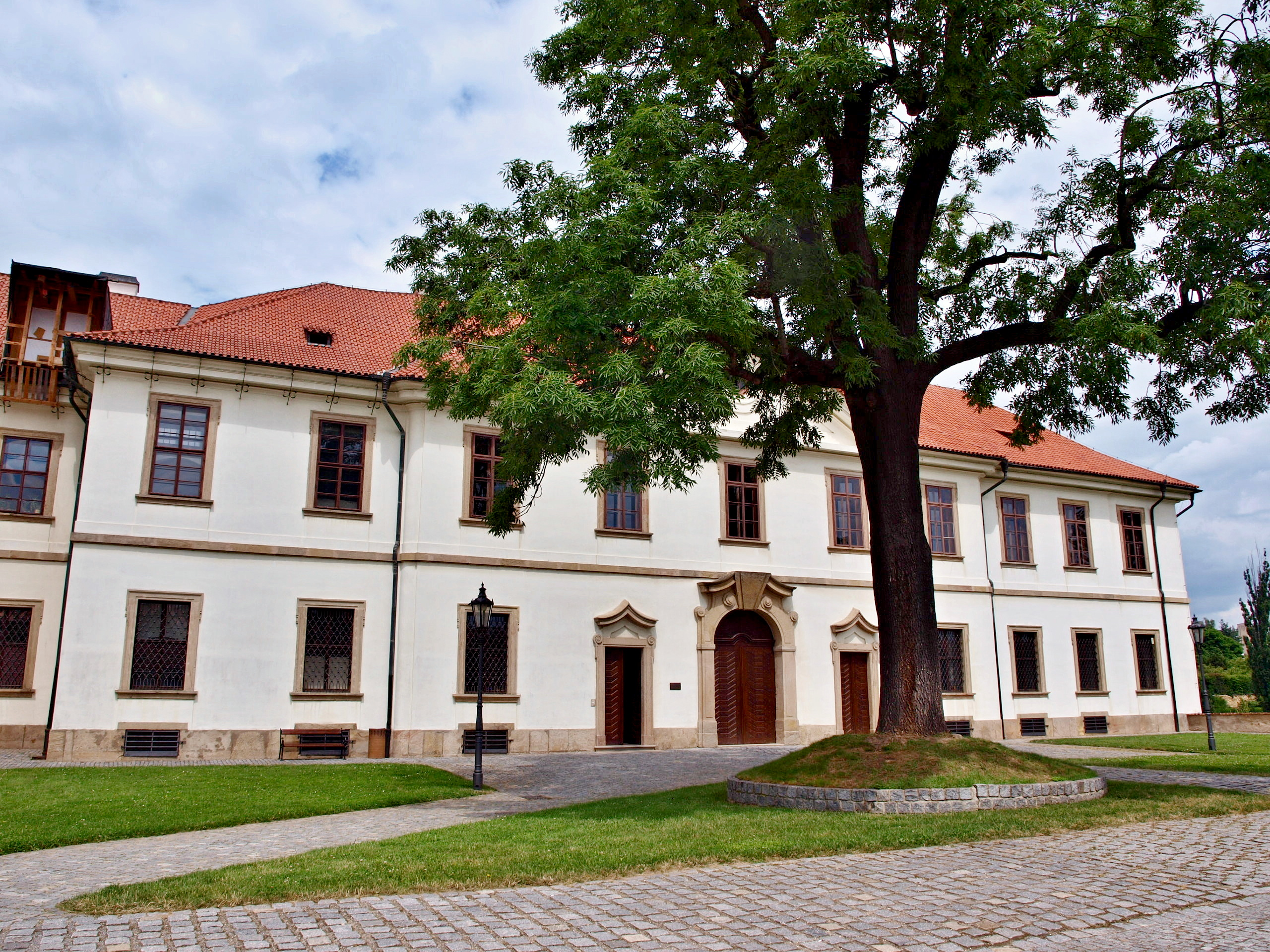
Budova prelatury

Patrový konvent, který přiléhá ze severní strany ke kostelu, vznikl v letech 1709–1719 pod vedením Kryštofa Dientzenhofera. Má jednotnou architektonickou úpravu a tři vnitřní dvory. Ze severního traktu vybíhá směrem do zahrady křídlo s letním refektářem v přízemí a knihovnou v patře. Sály, ambity a chodby jsou vyzdobeny štuky a freskami různých umělců z první poloviny 18. století. Kolem východního dvora, který nepatří do klausury, jsou v patře prostory prelatury (sídlo opata). Reprezentativní sály jsou zdobeny freskami, největší a nejznámější je Tereziánský sál v rizalitu východního křídla, který vyčnívá nad střechy ostatních budov. Stropní fresku v Tereziánském sále vytvořili v letech 1727–1728 bratři Asamové, Kosma Damián a Egid Quirin, a zobrazili na ní pověst o „Zázraku svatého Vintíře“. Poustevník, pozvaný na hostinu v postní době, nechtěl jíst maso a hostitele nechtěl urazit. Pečený páv však obživl a uletěl ze stolu. Cenná je rovněž knihovna s původními knihovními skříněmi a bohatou sbírkou starých tisků.
Starý konvent, z něhož zbylo po přestavbě tak zvané Sartoriovo křídlo (naproti kostelu k jihu) zbudoval opat Tomáš Sartorius v 60. letech 17. století. Komunitě benediktinů v čele s opatem Anastázem Opaskem sloužilo po jejich příchodu v letech 1990–1992 jako konvent, dnes je adaptováno na hotel Adalbert.
Komplex hospodářských budov zahrnuje někdejší sýpku, administrativní budovy a ovčín, který nyní slouží jako klášterní šenk.

### Zahrada
Prospekt kaskádové barokní zahrady s nedávno rekonstruovanou oranžerií, sadem, habrovým špalírem a loubím, stejně jako dva rybníky pocházejí z 2. čtvrtiny 18. století a jsou pouze menší částí někdejšího areálu, který zčásti zabralo sídliště Petřiny. V dolní části zahrady stojí v dnešní podobě barokní pavilon Vojtěška s pramenem potoka Brusnice, nad pramenem se nachází gotická křížová klenba, jediný pozůstatek někdejšího gotického kláštera. Dolní část zahrady, kde je také gloriet Josefka, kaple Lazarka, soustava barokních štol, jimiž se voda zaváděla do kláštera, terasy s fontánami a schodišti, prošla v letech 2010–2013 celkovou rekonstrukcí a bývalá oranžerie slouží jako výstavní síň. V horní části zahrady (sadu), která je oddělena plotem, dochází k výměně starých ovocných stromů novými (vykáceno má být všech více než 1 000 stromů). Sad sousedí s někdejším klášterním větrným mlýnem, a podle něj nazvanými kolejemi Na Větrníku.

### Hřbitov
Na nedalekém Břevnovském hřbitově odpočívá řada známých osobností (jako např. Jan Patočka nebo Karel Kryl). V kostele proběhl pohřební obřad se zádušní mší například za profesora Jana Sokola, ale také za Jaroslava Seiferta (1986, pohřbeného v Kralupech nad Vltavou) nebo za kontroverzního podnikatele Václava Kočku mladšího (2008, pohřbeného v Řepích).

## Zajímavosti
Opat Tomáš Sartorius byl donátorem 24. kaple Svaté cesty z Prahy do Staré Boleslavi. Kaple byly stavěny jezuity v letech 1674–1690, v horním rohu výklenku bylo jméno stavebníka a jeho znak.

## Vyobrazení
Klášter a jeho krypta se objevují na několika vyobrazeních:
- na pozadí olejomalby řádových patronů sv. Bonifáce, Benedikta a Alexia z roku 1638
- barokní návrhové kresby a plány Pavla Ignáce Bayera a Kryštofa Dientzenhofera
- na pozadí olejomalby sv. Markéty s drakem, kolem roku 1680
- barokní anonymní mědirytina z roku 1678
- barokní mědirytina Antonína Birckhardta podle kresby Jana Josefa Dietzlera z roku 1740
- ocelorytina Josefa Rybičky z  poloviny 19. století
- fotografie Josefa Sudka (např. soubor 15 pohlednic "Benediktinské opatství v Břevnově", vydal hlubotiskem před r. 1945 Václav Neubert)
- stříbrná pamětní medaile, vydaná k miléniu kláštera roku 1993
- na poštovní známce České republiky vydané 14. dubna 1993 s nominální hodnotou 4 Kč

## Fotogalerie

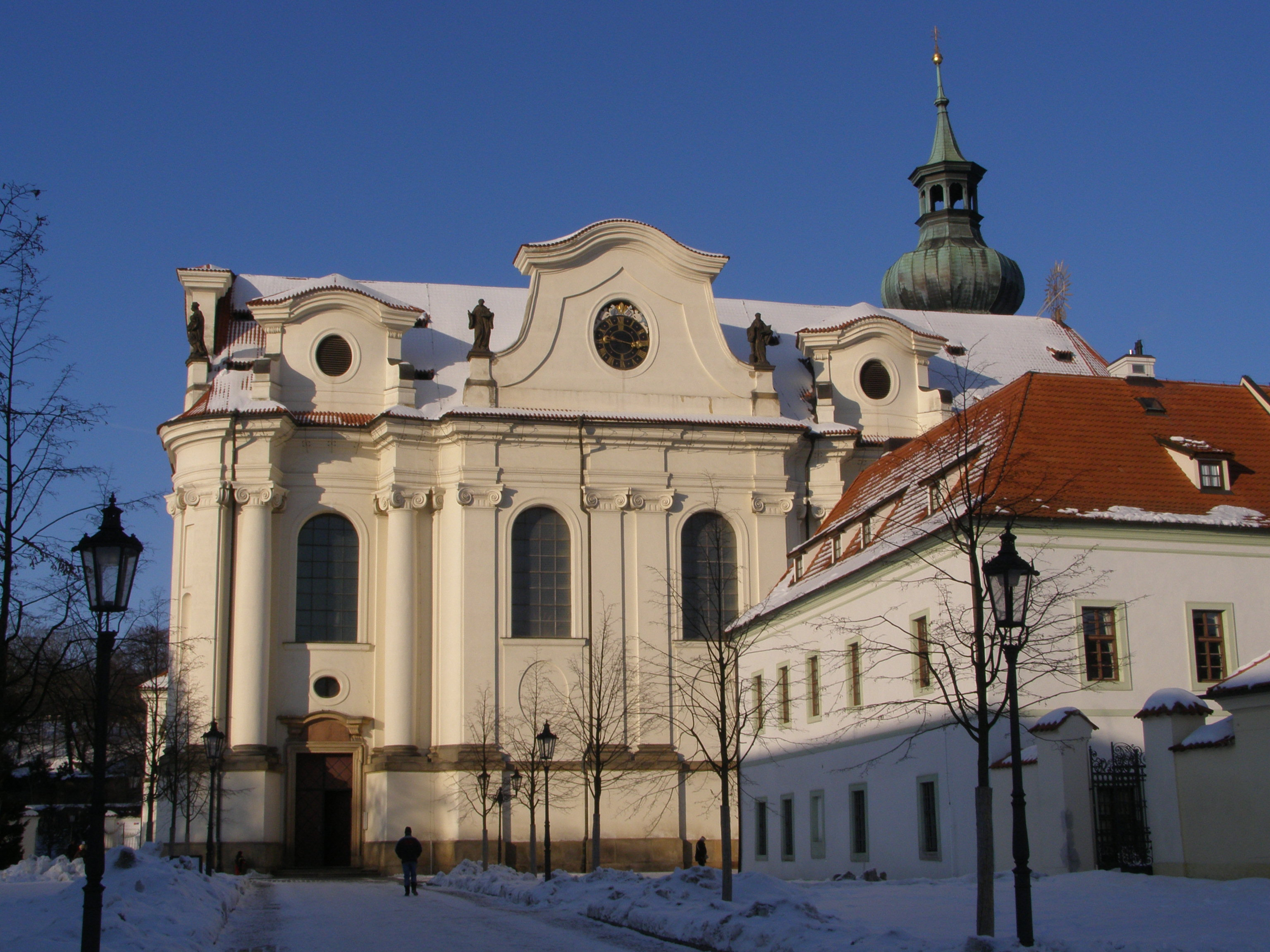
Bazilika svaté Markéty od jihu
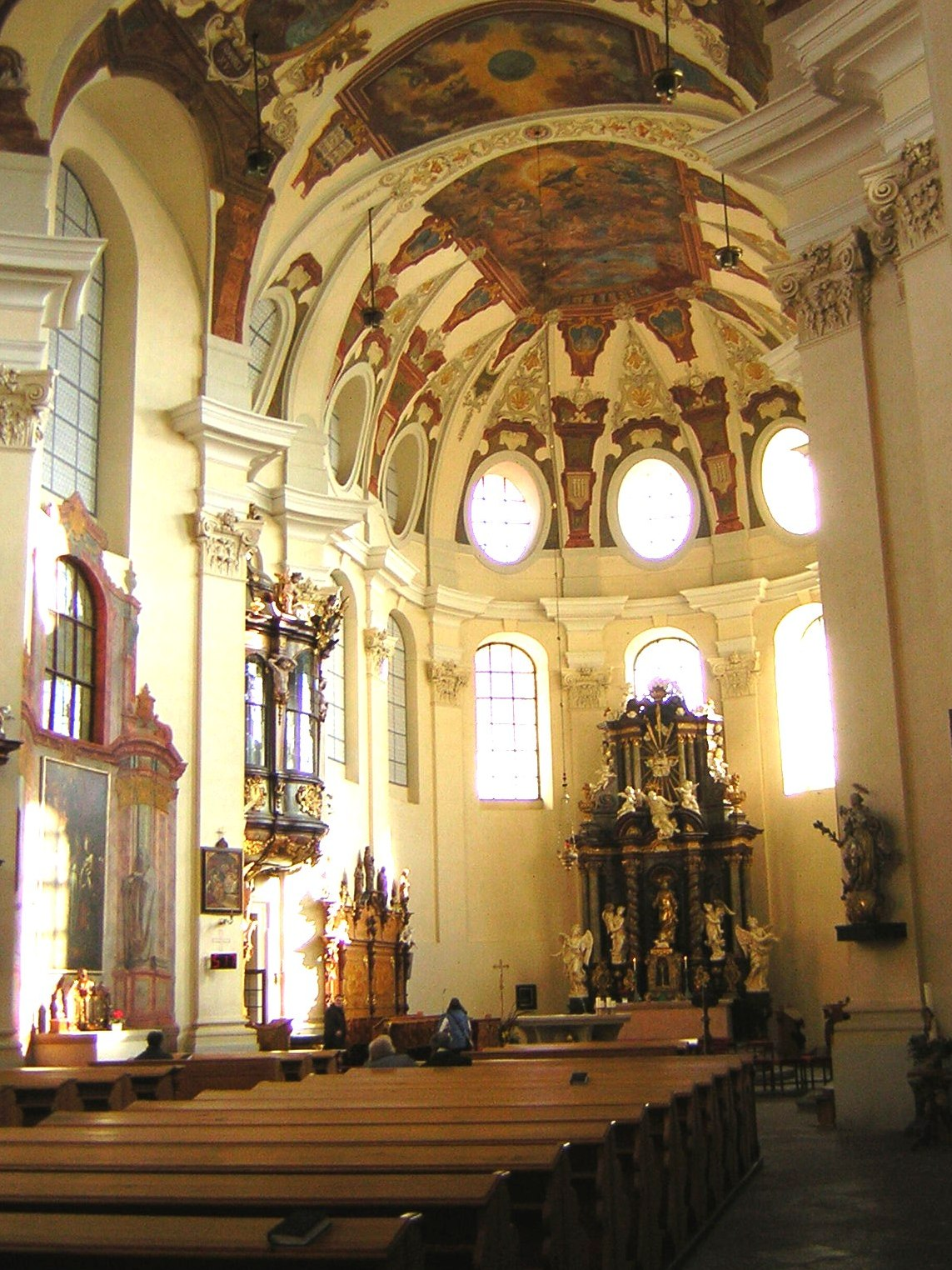
Interiér baziliky svaté Markéty
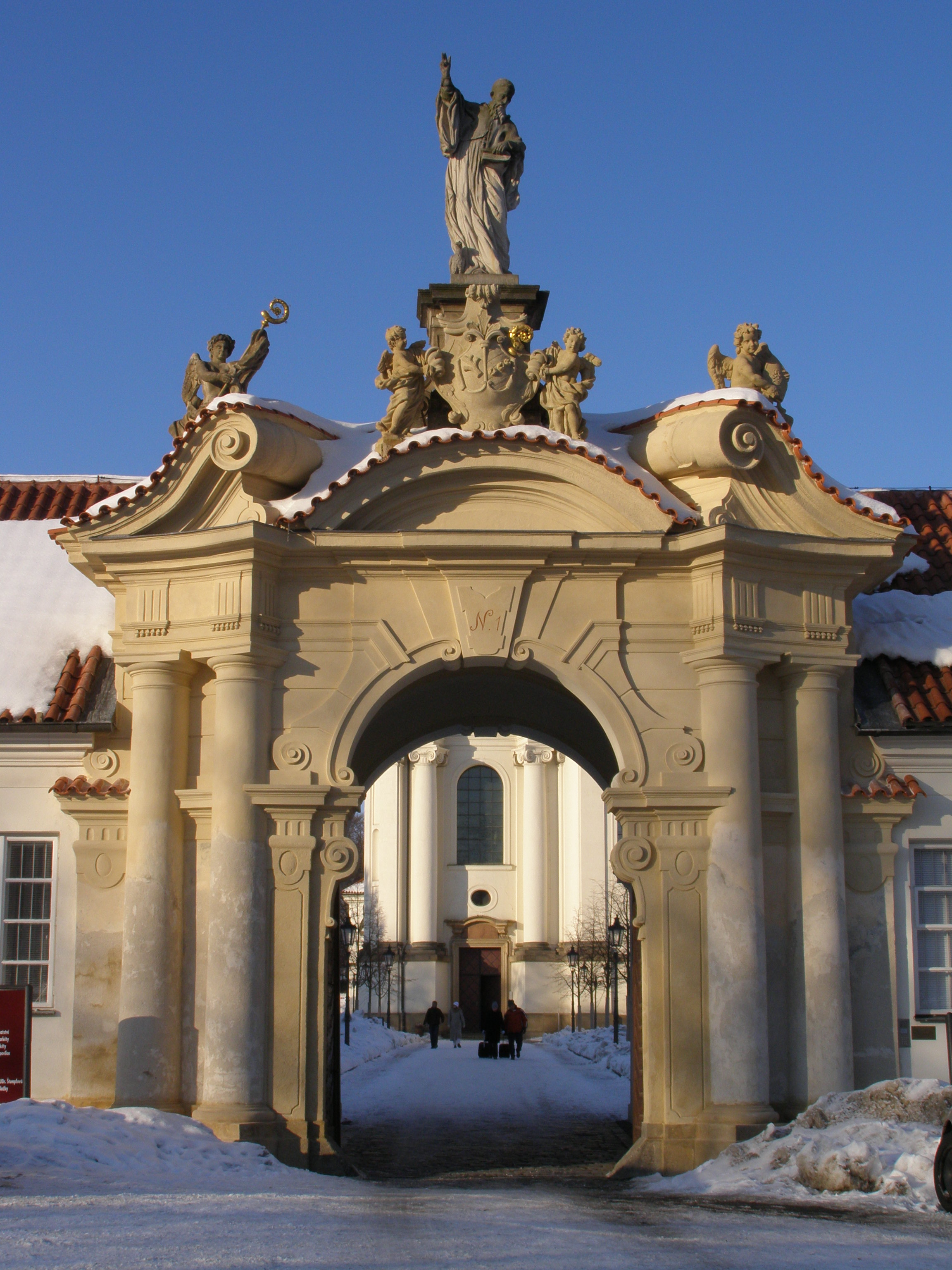
Brána do kláštera
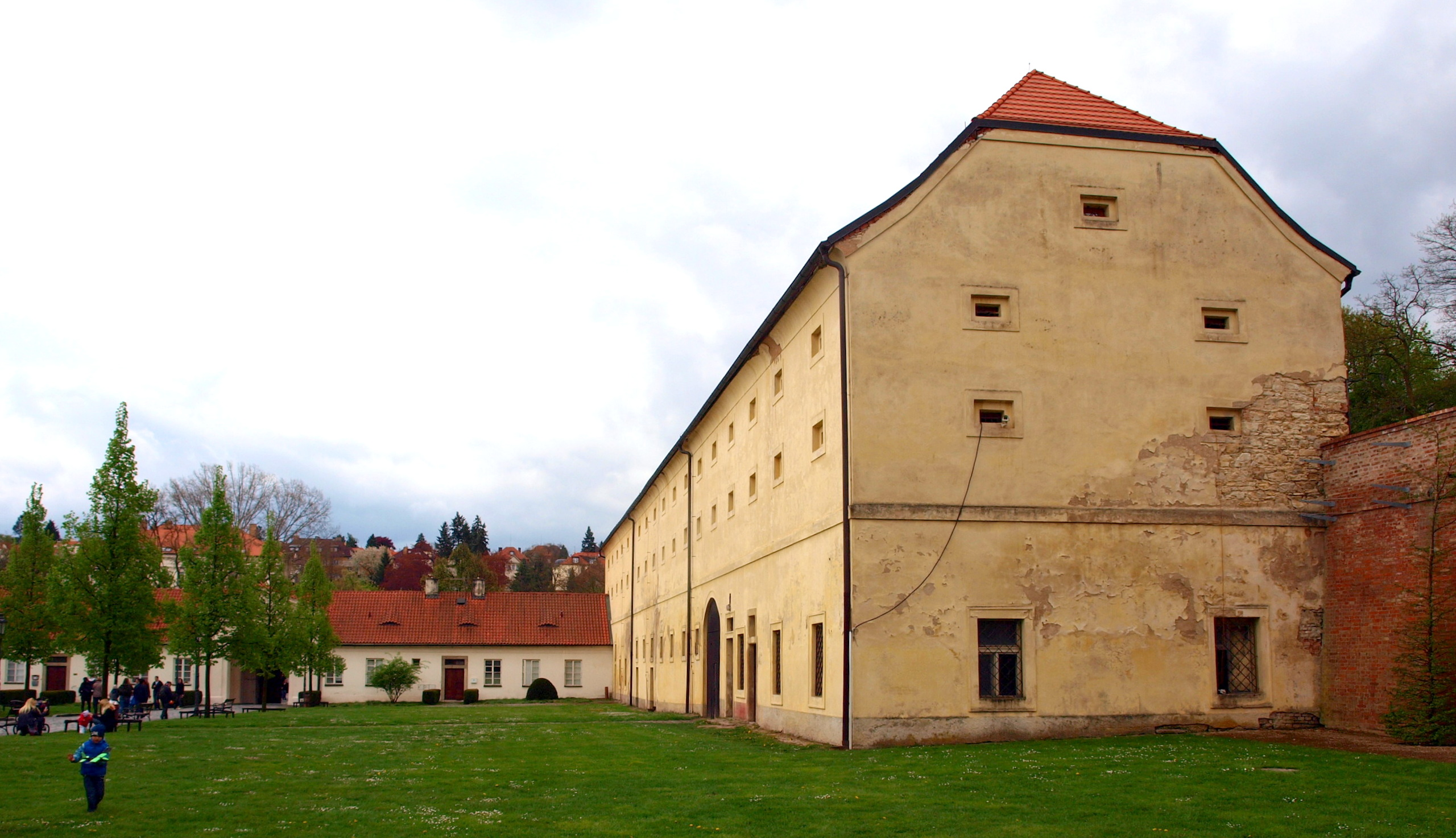
Někdejší klášterní sýpka
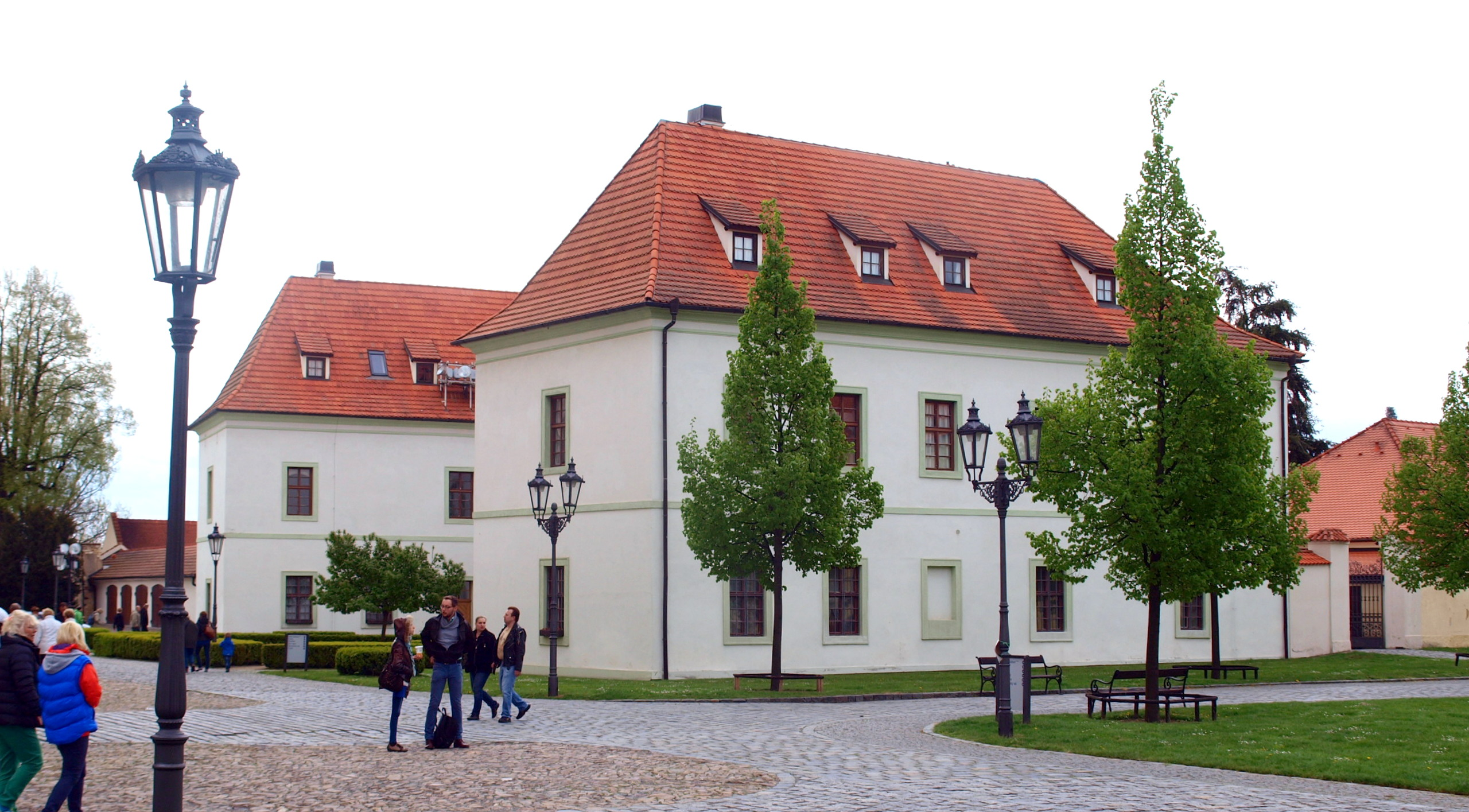
Tzv. Sartoriovo křídlo ze 17. stol.
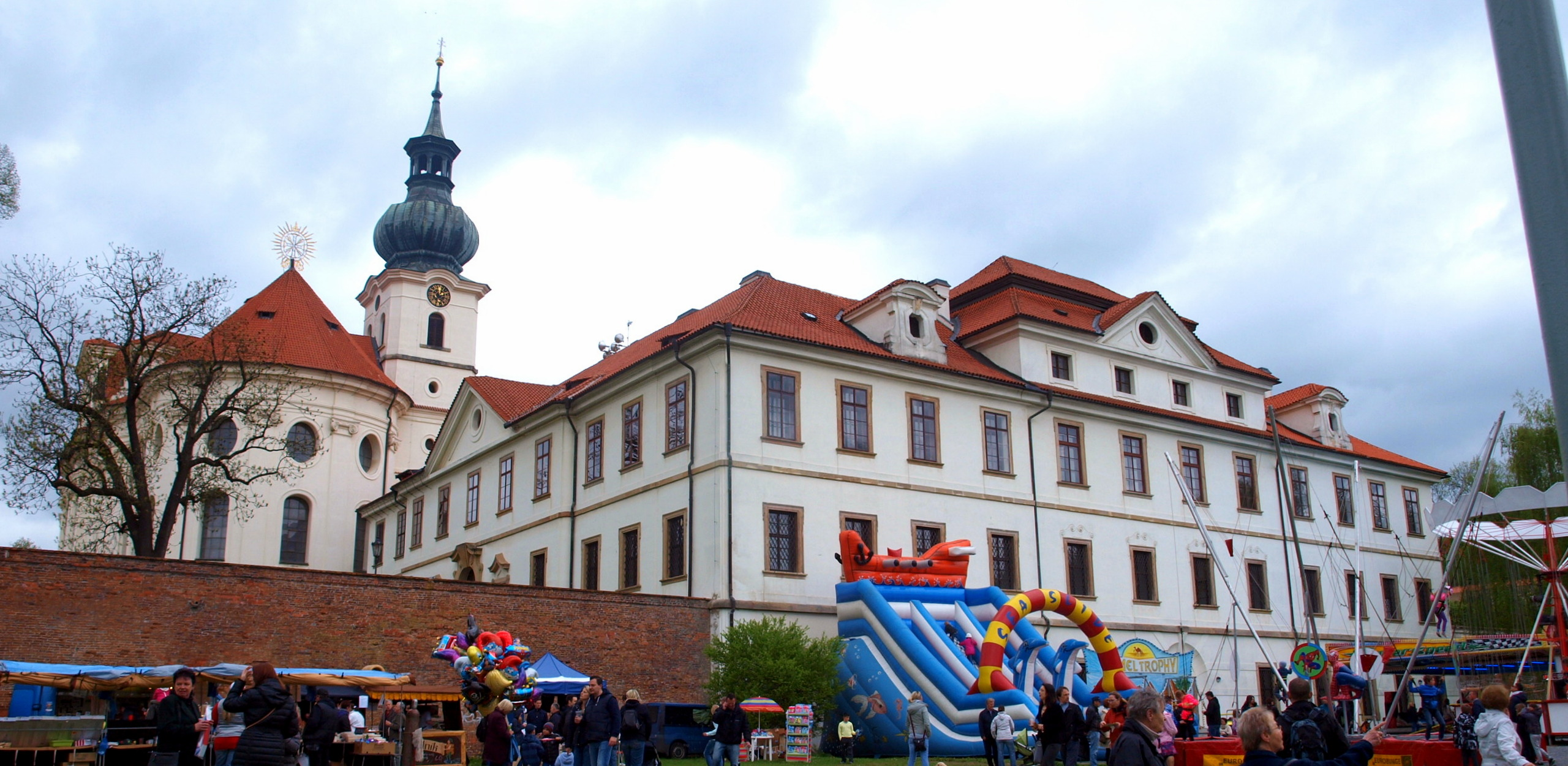
Pivní máj 1. května 2015 před klášterem
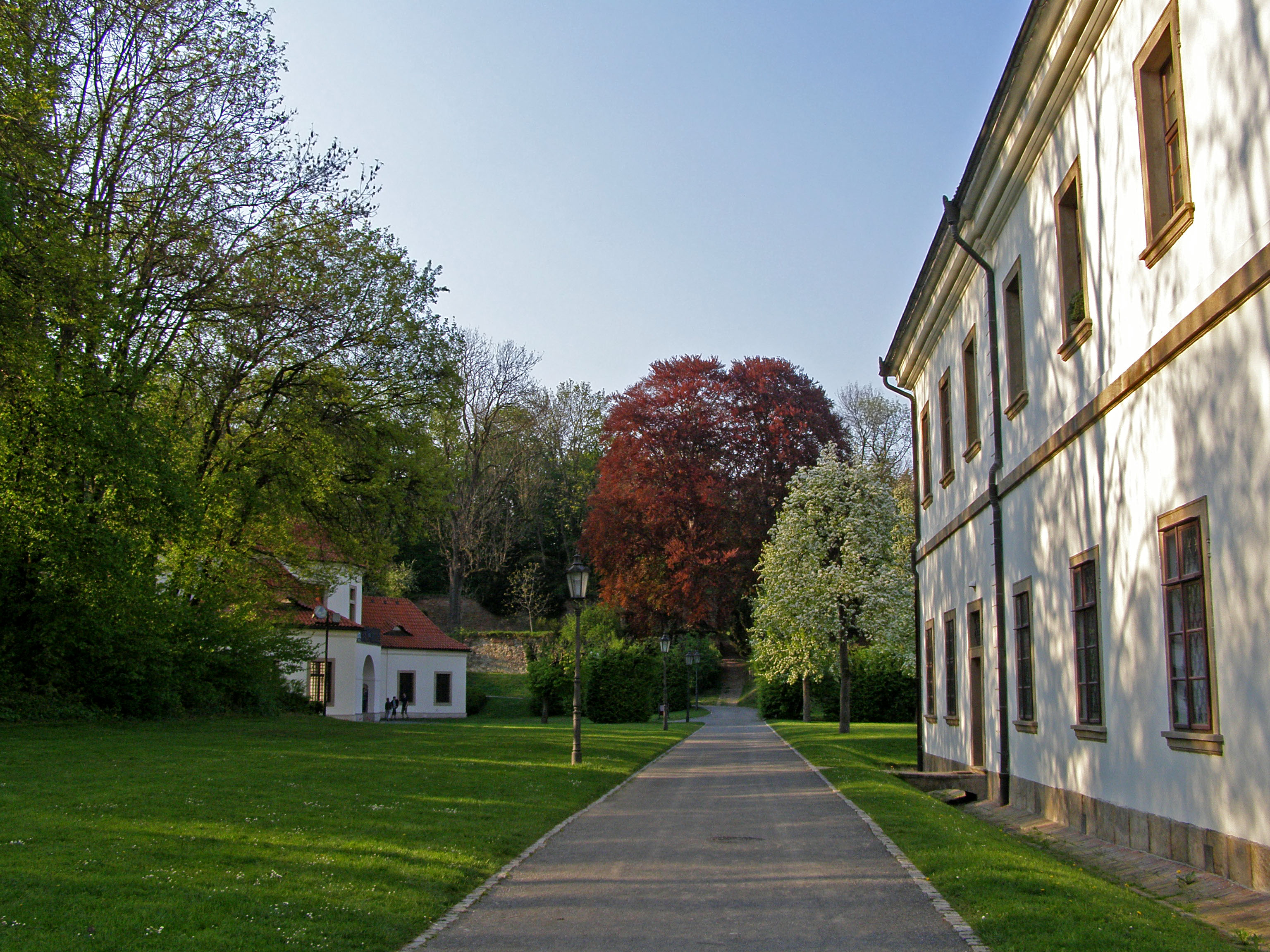
Klášterní zahrada
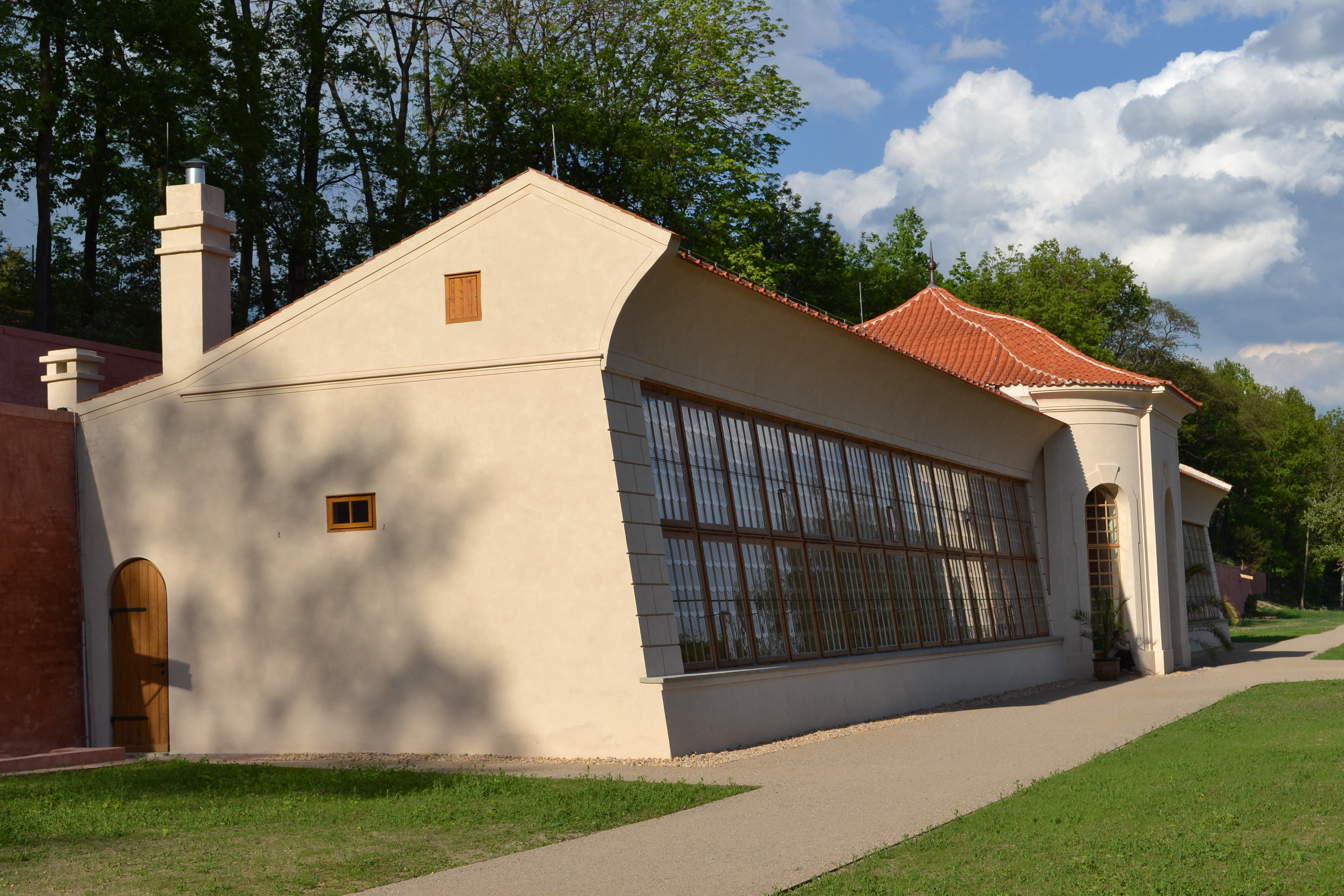
Obnovená barokní oranžerie
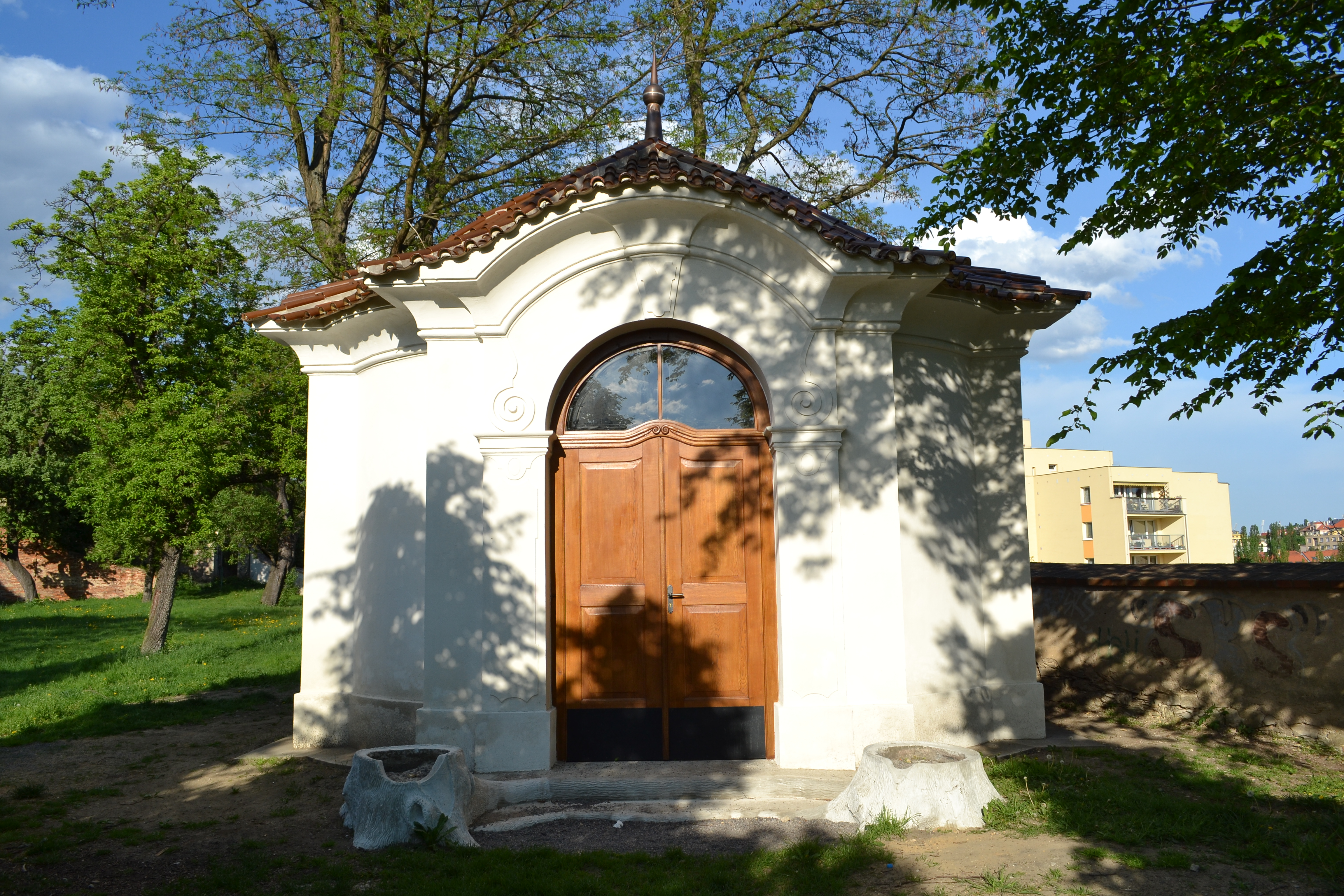
Rekonstruovaná kaple Josefka
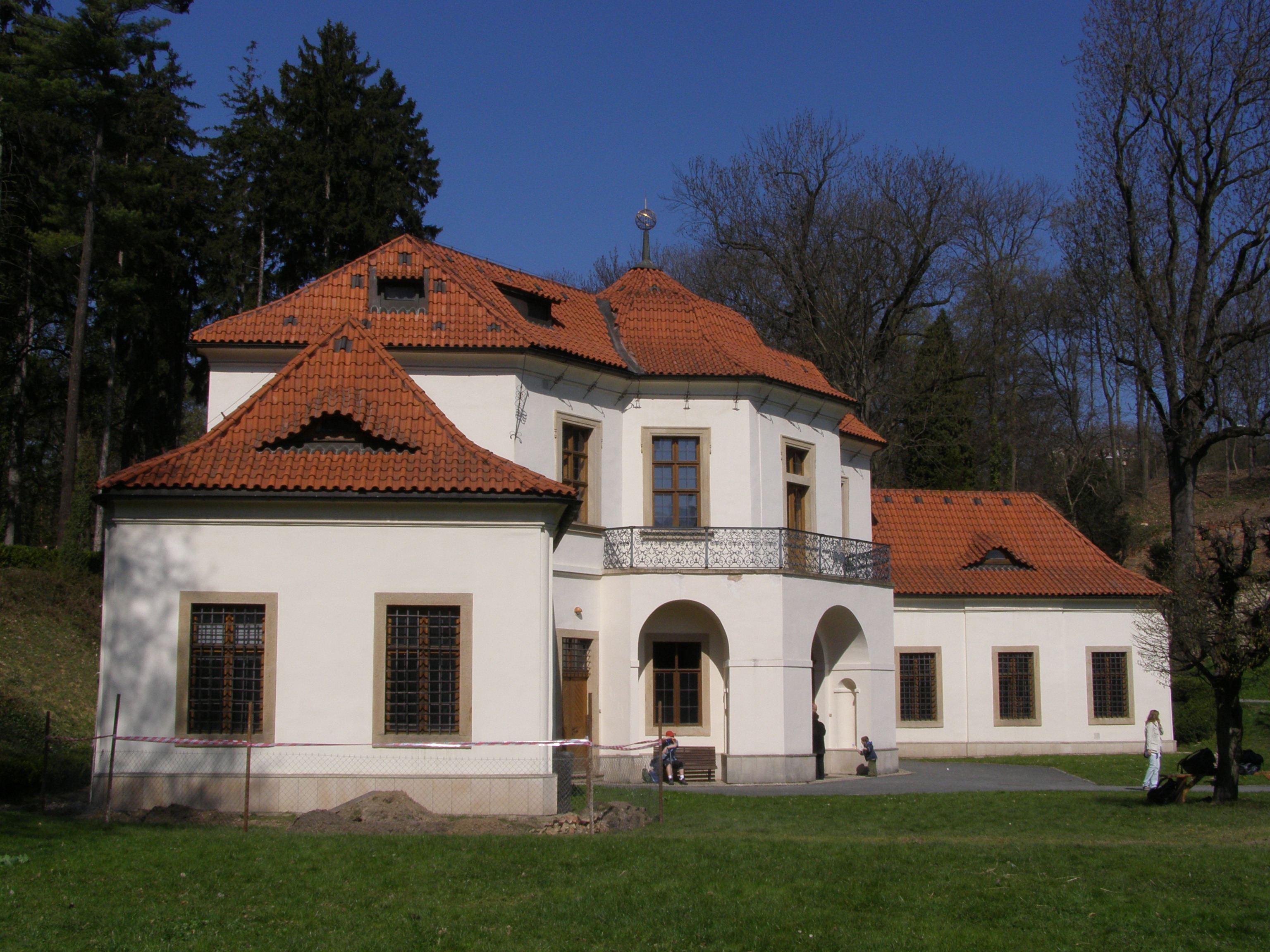
Letohrádek Vojtěška (uvnitř studánka Vojtěška)